# Tar-Vabriga
Tar-Vabriga (italsky Torre-Abrega) je opčina v Chorvatsku v Istrijské župě. Vznikla v roce 2006, když se odtrhla od města Poreče. Skládá se ze šesti sídel, z nichž hlavními a největšími jsou Tar (886 obyvatel) a Vabriga (392 obyvatel). Mezi další vesnice v opčině patří Frata (58 obyvatel), Gedići (68 obyvatel), Perci (69 obyvatel) a Rošini (117 obyvatel). K opčině patří i malé vesnice Lanterna (jediná vesnice s přístupem k moři), Santa Marina, Stancija Špin, Stancija Vergotini, Sveti Blek a Traska Vala.
V roce 2011 žilo v celé opčině 1 990 obyvatel, z toho 1 278 obyvatel v Taru a Vabrize.